# Wojewódzka i Miejska Biblioteka Publiczna im. dra Witolda Bełzy w Bydgoszczy

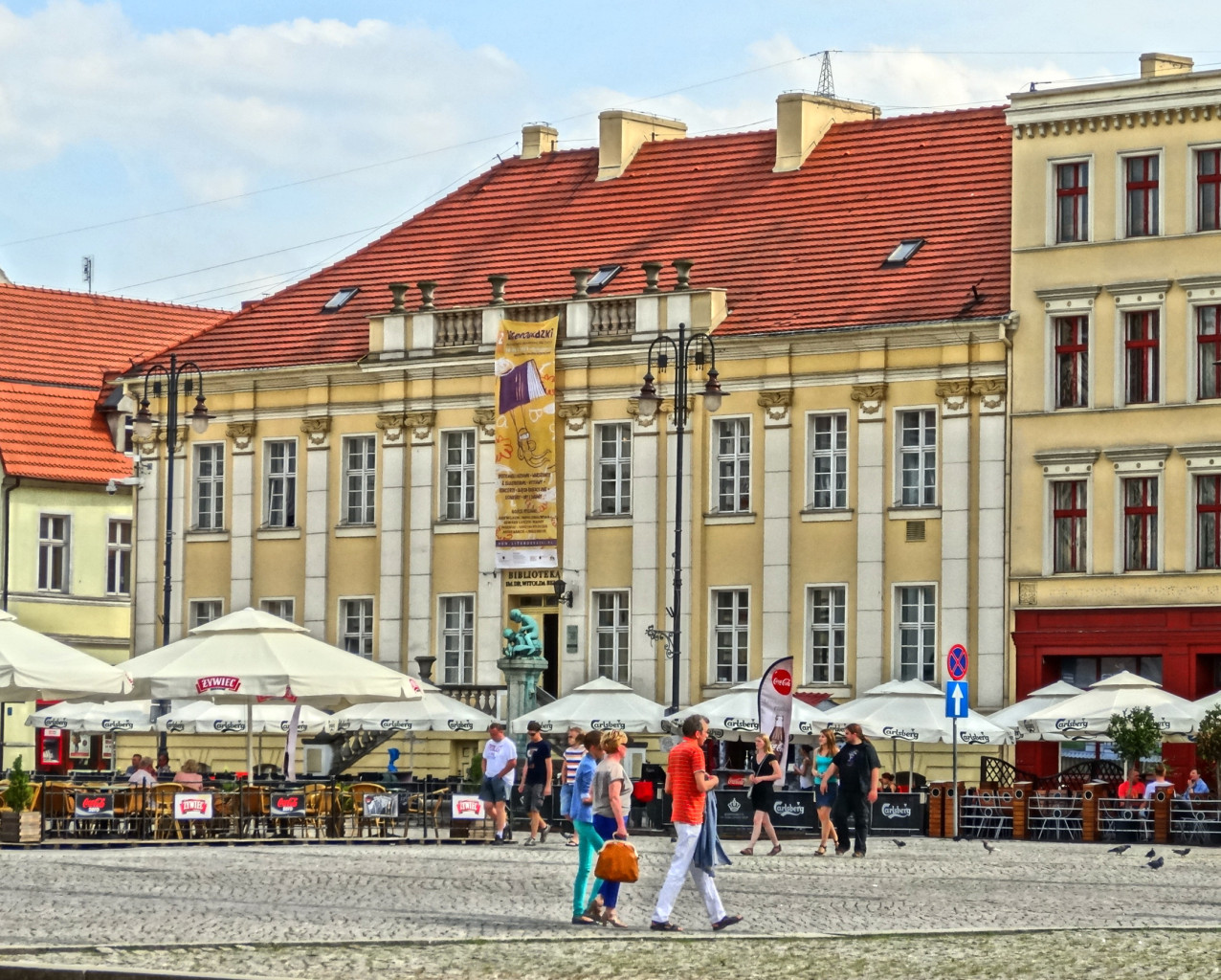
Widok od strony Starego Rynku

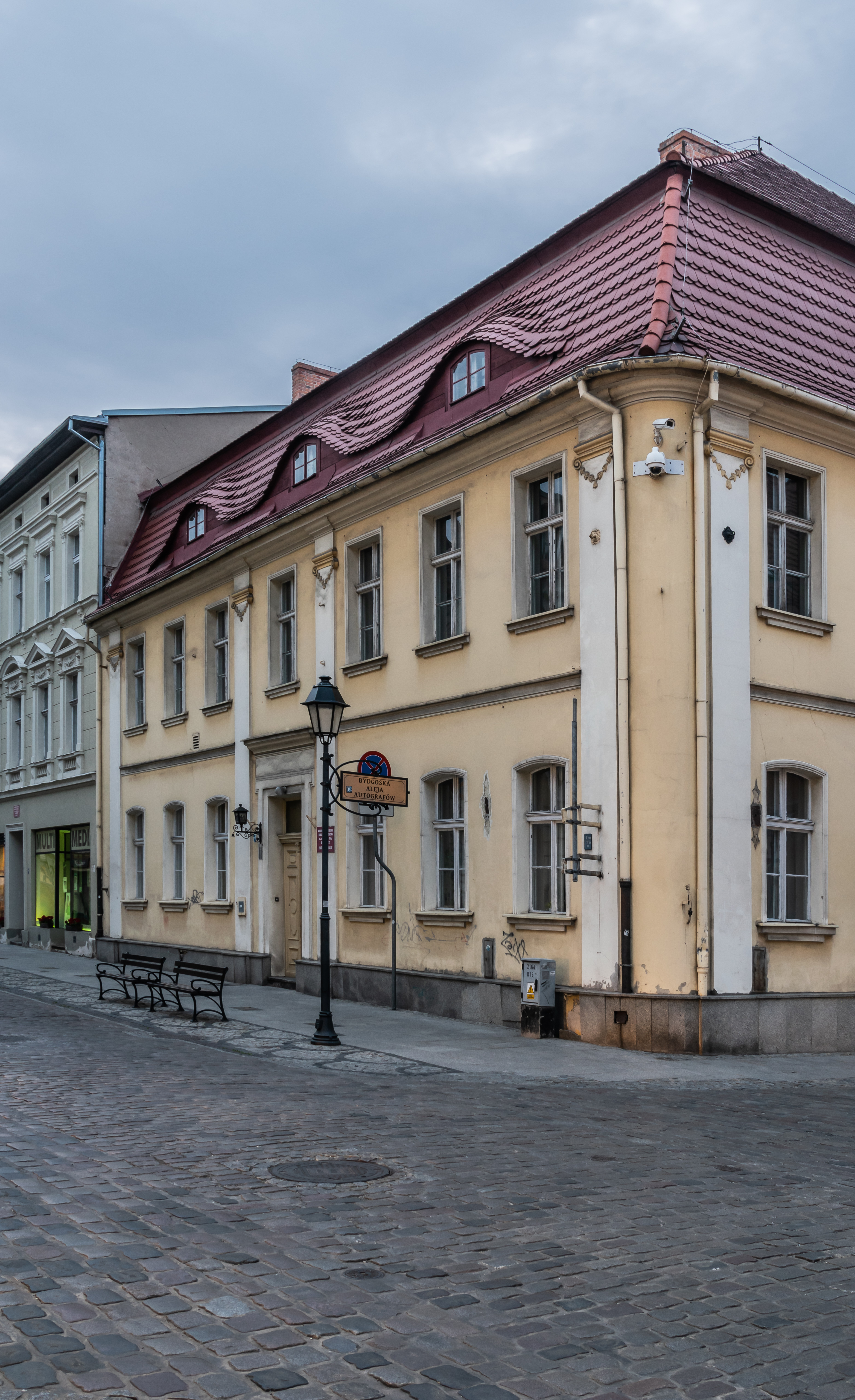
Budynek ulica Długa 41

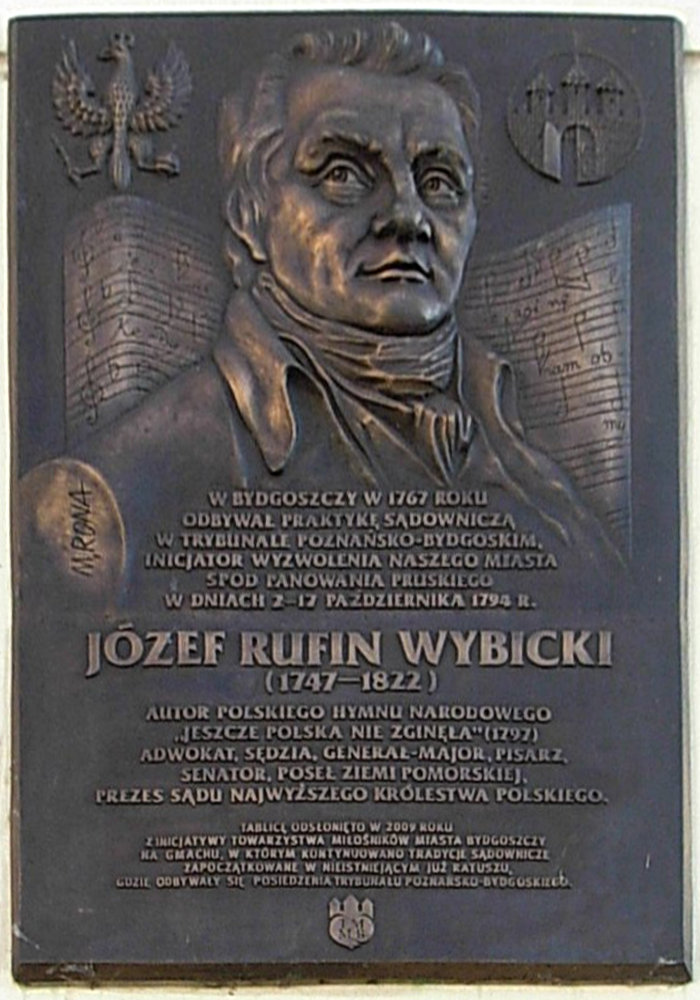
Tablica pamiątkowa na ścianie budynku biblioteki ku czci Józefa Wybickiego, twórcy polskiego hymnu narodowego

Wojewódzka i Miejska Biblioteka Publiczna im. dr Witolda Bełzy w Bydgoszczy – samorządowa jednostka kultury w Bydgoszczy, mieszcząca się w zabytkowych budynkach położonych między Starym Rynkiem, a ul. Długą. Jest najstarszą istniejącą nieprzerwanie (1903) biblioteką w województwie kujawsko-pomorskim. Od 2002 r. nosi imię Witolda Bełzy.

## Biblioteka

### Charakterystyka
Wojewódzka i Miejska Biblioteka Publiczna jest ważną placówką kulturalną miasta i regionu bydgoskiego zajmującą się gromadzeniem zbiorów bibliotecznych oraz upowszechnianiem czytelnictwa. Cel ten jest realizowany przez udostępnianie zbiorów, organizowanie wystaw, spotkań autorskich, lekcji i spotkań bibliotecznych oraz licznych konkursów i imprez skierowanych do różnych grup wiekowych. W 2010 r. przeprowadzono 1,5 tys. imprez kulturalnych z udziałem 20 tys. osób (m.in. 368 konkursów, 183 lekcje biblioteczne, 40 spotkań autorskich, 309 zajęć edukacyjnych, 197 zajęć plastycznych, 8 wystaw, 139 wystawek). Biblioteka posiada na terenie Bydgoszczy 34 filie, w tym 10 dla dzieci, 17 dla dorosłych i 7 dla dorosłych i dla dzieci. Zbiory biblioteczne w 2010 r. wynosiły ponad 1 mln woluminów, w tym 945 tys. książek i 59 tys. czasopism. Posiada 50 tys. zarejestrowanych czytelników, którzy w 2010 r. wypożyczyli 772 tys. pozycji, zaś ze 105 tys. skorzystali na miejscu.
Biblioteka posiada Dział Zbiorów Specjalnych, gdzie gromadzone są cenne dzieła, liczne czytelnie (główną, czasopism, bibliograficzną, zbiorów specjalnych, Pracownię Regionalną), Ośrodek Informacji Gospodarczej i Prawnej, a także prowadzi Izbę Pamięci Adama Grzymały-Siedleckiego. Biblioteka posiada cenne starodruki m.in. Regułę dla wszystkich zakonników Hieronima Savonaroli z 1489 r., rękopis Roty Marii Konopnickiej (1910) oraz bibliotekę bernardynów bydgoskich założoną w 1488 roku. Od 1936 r. księgozbiór biblioteki bernardynów eksponowany jest w stylizowanych pomieszczeniach (Sala Królewska i Cela Bernardyńska) zaprojektowanych przez Wiktora Zabielskiego i Jerzego Rupniewskiego z witrażami autorstwa Edwarda Kwiatkowskiego. 
Placówka jest prowadzona wspólnie przez samorząd miasta Bydgoszczy (50%) oraz samorząd województwa kujawsko-pomorskiego (50%). 

### Historia
Biblioteka miejska rozpoczęła swoją działalność w 1903 r. najpierw w nieistniejącym dziś budynku u zbiegu ul. Bernardyńskiej i Jagiellońskiej, a następnie w latach 1904–1906 w nieistniejącym budynku przy ul. Gdańskiej 27.
Zrębem zasobów bibliotecznych były ofiarowane niemieckie zbiory prywatne: historyka Fryderyka Raumera, redaktora Henryka Kruse oraz zbiory niemieckich towarzystw naukowych zrzeszonych w Niemieckim Towarzystwie Sztuki i Wiedzy, w tym głównie Towarzystwie Historycznym Obwodu Nadnoteckiego.
Organizatorem placówki był jej pierwszy dyrektor Georg Minde-Pouet, który wykazał umiejętność zdobywania niezbędnych środków finansowych na utrzymanie biblioteki oraz rozbudował gmach o skrzydło przy ul. Jana Kazimierza. Kolejny dyrektor Martin Bollert scalił zbiory Biblioteki Miejskiej i Biblioteki Ludowej. 
W chwili przekazania gmachu i zasobów bibliotecznych w ręce polskie w kwietniu 1920 r. biblioteka liczyła 75 tys. woluminów, w tym tylko 300 w jęz. polskim. Po objęciu stanowiska dyrektora przez Witolda Bełzę (1920–1939 i 1945–1952), rozpoczęła się polonizacja zbiorów i przekształcenie w placówkę naukową. Do 1939 r. zasób biblioteki wzrósł do 150 tys. woluminów. Na własność biblioteki przeszły m.in. książki i rękopisy dawnej biblioteki bernardynów bydgoskich z XV-XVIII w. oraz zbiór blisko 2,7 tys. dokumentów królewskich, przywilejów, dekretów, rękopisów i autografów. Feliks Nowowiejski ofiarował jedyny zachowany rękopis „Roty”, a Adam Grzymała-Siedlecki przekazał kilkanaście książek z poronińskiego księgozbioru Włodzimierza Lenina, co stało się prawdziwą rewelacją. 
Duże straty poniosła biblioteka w czasie II wojny światowej – zniszczono ok. 20% zbiorów, w tym 326 starodruków i 99 inkunabułów. Dzięki Klarze Sarnowskiej, której udało się ukryć szereg cennych druków, niektóre prace przetrwały.
Zbiory Biblioteki Miejskiej W Bydgoszczy uchodziły w okresie międzywojennym za najbogatsze na Kujawach pod względem zgromadzonej literatury pięknej. Po 1946 r. przeważała tendencja gromadzenia literatury naukowej i popularnonaukowej. Najcenniejsze nabytki biblioteki, zebrane w Dziale Zbiorów Specjalnych, wydzielono ze zbioru centralnego w 1953 r. Obejmuje on szereg kolekcji, spośród których cymeliami są: stare druki, w tym „Bibliotheca Bernardina” z 1382 woluminami druków i czterema tomami rękopisów, 4,9 tys. egzemplarzy materiałów kartograficznych, 972 egzemplarze rękopisów takich twórców, jak: Jan Kasprowicz, Maria Konopnicka, Józef Kraszewski, Julian Krzyżanowski, Jan Matejko, Henryk Sienkiewicz, Adam Grzymała-Siedlecki, Leopold Staff, Stanisław Wyspiański, Tadeusz Boy-Żeleński. W 1957 r. włączono do Działu Zbiorów Specjalnych kolekcję medali i plakiet, znaczków pocztowych, materiałów biograficznych działaczy regionalnych, a w 1959 r. - zespół druków drobnych.
Od lat 50. do 70. XX w. prowadzono intensywną rozbudowę filii bibliotecznych na terenie całego miasta. W apogeum tego procesu było 29 filii dla dorosłych i 18 dla dzieci. W latach 70. planowano budowę nowego gmachu dla biblioteki, lecz ostatecznie dokonano generalnego remontu istniejącego budynku. W latach 80. w związku z uszkodzeniami budynku dokonywano kilkukrotnych ewakuacji zbiorów. 
W 2008 r. księgozbiór liczył ok. 500 tys. woluminów, w tym 10 tys. starodruków z biblioteki bernardynów, 1,38 tys. tomów druków i 14 tomy rękopisów, ok. 700 druków z XVI w., zestaw ponad 200 map i planów Bydgoszczy o okolicy itp. W 1968 r. placówka uzyskała prawa biblioteki naukowej, a w 1975 r. przekształcono ją w wojewódzką.

### Dyrektorzy
Dyrektorami biblioteki były następujące osoby:
- Georg Minde-Pouet – 1903–1913
- Martin Bollert – 1913–1920
- Witold Bełza – 1920–1939
- Ferdynand Lang – 1939–1945
- Witold Bełza – 1945–1952
- Józef Podgóreczny
- Bolesława Podraza
- Antoni Sobieszczyk
- Ewa Stelmachowska – 1992–2020[8]
- Krzysztof Gonia – 2021[9]-2022[10]
- Dagmara Reszkowska-Gierden – od 2023[11]

## Budynki
Gmach biblioteki składa się z dwóch głównych zespołów zabudowań: gmachu przy Starym Rynku 24 i ul. Długiej 41.

### Stary Rynek 24
Gmach został zbudowany w latach 1774–1778 w stylu barokowo-klasycystycznym jako siedziba Kamery Wojenno-Domenalnej na Obwód Nadnotecki. W latach 1781–1807 mieścił się w nim ponadto Królewski Zachodnio-Pruski Sąd Nadworny. W okresie Księstwa Warszawskiego (1807–1815), w budynku znajdowały się biura departamentu bydgoskiego.
Z kolei w latach 1815–1905 mieściły się w nim władze rejencji bydgoskiej (do 1838 r.), Sąd Apelacyjny, następnie Sąd Powiatowy i Urząd Ksiąg Gruntowych. Od 1908 r. w kamienicy znajduje się Biblioteka Miejska. 
Przed 1908 r. wzdłuż ul. Jana Kazimierza, aż do ul. Długiej dobudowano oficynę boczną, piętrową, niższą od korpusu głównego. W latach 1987–1999 budynek poddano remontowi generalnemu przywracając elementy kompozycyjne fasady.
Budynek reprezentuje architekturę nawiązującą do miejskich rezydencji schyłku rokoka i początku klasycyzmu. Elewacja od strony Starego Rynku jest dziewięcioosiowa o płaskich pilastrach z kapitelami typu jońskiego. Część środkową fasady wieńczy odcinek attyki z wazami, a pod nią znajduje się wejście z dwubiegunowymi schodami. W piwnicy znajdują się sklepienia beczkowe i krzyżowe. W trakcie przebudowy z ok. 1870–1876 zdemontowano attykę oraz zrezygnowano z monumentalnych schodów ujętych tralkową balustradą, przez co budynek zatracił elementy, które kojarzyły go z architekturą pałacową.
22 stycznia 2020, w setną rocznicę defilady Wojska Polskiego zorganizowanej z okazji przyłączenia Bydgoszczy do Polski, odsłonięto tablicę upamiętniającą odbierającego defiladę generałą Józefa Dowbor-Muśnickiego.

### Długa 41
Obiekt przy ul. Długiej 41 został wzniesiony w 1798 r. na potrzeby Sądu Nadwornego. Do 1903 r. stanowił własność państwa pruskiego i tu do czasu wybudowania gmachu przy Wałach Jagiellońskich odbywały się rozprawy sądowe, a później mieściła Komenda Policji Miejskiej. Pomiędzy zespołem zabudowań biblioteki biegnie ul. Zaułek, ponad którą znajduje się przejście (łącznik)tzw. "most westchnień", wybudowany w 1920 r.
W latach 20. XX w. budynek przejęła Biblioteka Miejska. W oficynie na piętrze znajduje się sala ze zbiorami starodruków zwana Bibliotheca Bernardina. Gmach wzniesiony jest na rzucie litery „L”, z oficyną boczną i wejściem głównym na osi elewacji południowej. Budynek nakryty jest dachem mansardowym z powiekami. Elewacje dzielone są pilastrami, a kondygnacje oddzielone gzymsami. Zachowały się piwnice ze sklepieniami beczkowymi.

## Bibliotheca Bernardina

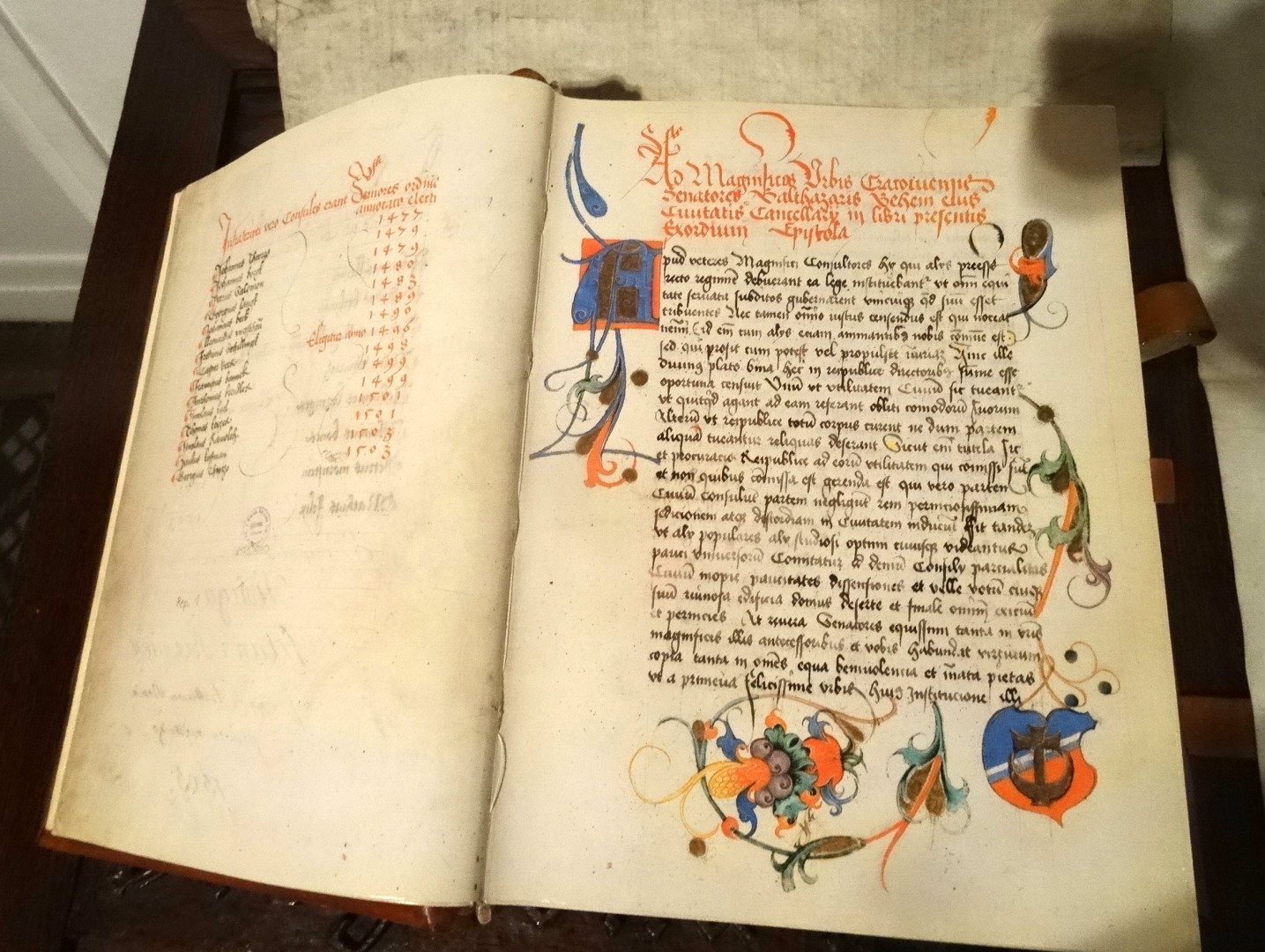
Jeden z inkunabułów Biblioteki Bernardynów

Od 1907 w Bibliotece Miejskiej w Bydgoszczy zgromadzona jest Biblioteka Bernardynów – największy księgozbiór z okresu staropolskiego zachowany w Bydgoszczy, zebrany przez bernardynów. Od 1936 roku umieszczona jest w specjalnym pomieszczeniu w budynku Biblioteki przy ul. Długiej 41 i należy do Działu Zbiorów Specjalnych WiMBP. Pomieszczenia stylizowane są na średniowieczną czytelnię klasztorną. 
Bibliotheca Bernardina obejmuje 1557 dzieł w 1382 woluminach z okresu od 1488 do 1772 roku. W zbiorze znajduje się 98 inkunabułów (dzieł wydanych do 1500 roku). Są wśród nich pozycje szczególnie cenne i unikatowe nawet w skali światowej jak np.: Homiliae św. Jana Chryzostoma (1466), Reguła dla wszystkich zakonników Savonaroli wydana we Florencji (1489), Zwierciadło filozofii (1513), Fizyka Arystotelesa (1519). Poza tym w zbiorze znajduje się 25 wydań Biblii (w tym dziewięć XV-wiecznych), księgi liturgiczne, zbiory kazań i żywotów świętych, kilka wydań Złotej Legendy – najpoczytniejszej książki średniowiecza, dzieła reformacyjne Marcina Lutra i Filipa Melanchtona i kontrreformacyjne Walentego Wróbla, Stanisława Hozjusza i Stanisława Sokołowskiego, dzieła filozoficzne Arystotelesa, św. Tomasza z Akwinu, Lombarda, Dunsa Szkota, Diogenesa Laertiosa, Boethiusa, kodeksy prawa cywilnego i kanonicznego, fizyka Arystotelesa i św. Alberta Wielkiego, historia Józefa Flawiusza, mowy Izokratesa, podręczniki sztuki wymowy, dzieła medyczne m.in. Kanon medycyny Ibn Sina oraz podręcznik anatomii z 1501 roku, literatura piękna (Owidiusz, Seneka, Wergiliusz, Terencjusz). Zgromadzone dzieła pochodzą z drukarń polskich i zachodnioeuropejskich, m.in. oficyn Krzysztofa Plantina z Antwerpii, czy też Aldusa Manitiusa w Wenecji. 
Zwiedzanie odbywa się w zorganizowanych grupach po wcześniejszym umówieniu, a regularnie m.in. podczas Nocy Muzeów.